# Gustav Kling
Gustav Kling, född 15 februari 1946 i Bollnäs, Hälsingland, död 16 november 2023 i Stockholm, var en svensk skådespelare, regissör och teaterchef.

## Karriär
Kling utbildade sig till skådespelare vid Skara Skolscen, där han med några studiekamrater bildade Gorillateatern 1969. Teatergruppen verkade först i Malmöförorten Kirseberg, och kom senare att utgöra stommen i Dalateatern. Förutom vid denna scen har Kling verkat vid flera svenska teatrar, såsom Turteatern, Teater Narren, Pistolteatern, Stockholms stadsteater och Dramaten. Han var chef för Västerbottensteatern mellan 1990 och 1994, och leder sedan 1997 Länsteatern i Jämtland.
Kling har gjort sig känd som en stridbar och energisk teaterchef som ofta tvingats arbeta under svåra förhållanden, särskilt i Jämtland. Han profilerade Västerbottensteatern med en folkligare dramatik som var riktad mot den lokala publiken utan att hemfalla åt buskis. Han anser att denna folkligare teater är viktig för den regionala självkänslan, och är även en stor vän av amatörteater; bland annat var han med om att anordna Husåspelet i Jämtland. I hans skådespelargärning uttrycks denna folklighet med en norrländsk kärvhet. Bland hans mer kända roller märks de som båthandlaren i tv-serien På kurs med Kurt (1981), skogsarbetare i Motorsågen (1983), teaterchefen Albert Ranft i Lykkeland, TV-serien om Ernst Rolfs liv (1984), och som slaktaren i Lars Molins tv-serie Tre kärlekar (1989).

## Filmografi
Enligt Svensk Filmdatabas och Internet Movie Database:
- 1978 – Lyftet
- 1980 – Sinkadus (TV-serie)
- 1981 – Det stora barnkalaset
- 1981 – Skärp dig, älskling! (TV-serie)
- 1981 – På kurs med Kurt (TV-serie)
- 1983 – Spanarna (TV-serie)
- 1983 – Motorsågen
- 1984 – Lykkeland (TV-serie)
- 1984 – Pengarna gör mannen
- 1985 – Ubåt! En till sannolikhet gränsande visshet
- 1985 – Svindlande affärer
- 1985 – Den politiske kannstöparen
- 1986 – Saxofonhallicken
- 1986 – Räven
- 1986 – Amorosa
- 1987 – Paganini från Saltängen (TV-serie)
- 1989 – Zim zalabim!
- 1989 – Tre kärlekar (TV-serie)
- 1989 – Gengångare
- 1989 – T. Sventon praktiserande privatdetektiv (TV-serie)
- 1990 – Jag skall bli Sveriges Rembrandt eller dö!
- 1991 – Ett paradis utan biljard
- 1995 – Stora och små män
- 1998 – Beck – Öga för öga
- 2008 – Varg

## Teater

### Roller (ej komplett)
| År   | Roll        | Produktion                     | Regi       | Teater                 |
| ---- | ----------- | ------------------------------ | ---------- | ---------------------- |
| 1980 | David Stein | Hoppla, vi lever! Ernst Toller | Fred Hjelm | Stockholms stadsteater |